# Die Super Nanny
Die Super Nanny war eine Pseudo-Doku des Senders RTL im Charakter des Reality TV, in welchem Katharina Saalfrank Familien in Erziehungsfragen beriet.

## Konzept
In jeder Folge wurde jeweils eine Familie in Erziehungsfragen beraten. Die Super Nanny besuchte die Beteiligten in ihrem familiären Umfeld und beobachtete die Situation, bevor sie aktiv eingriff. Dabei beriet sie insbesondere die Eltern in Erziehungsfragen. In der Selbstdarstellung der Sendung hieß es hierzu: „RTL will mit diesem Format einerseits den betroffenen Familien eine Hilfestellung bieten, andererseits aber auch dem Zuschauer anhand von unterschiedlichen Fällen Lösungsansätze für Probleme in der eigenen Familie aufzeigen.“
Die Beraterin Katharina Saalfrank sah sich dabei als eine „Übersetzerin des Verhaltensmusters der Kinder bei den Eltern“.
Bei ihrer Arbeit für Die Super Nanny betrachtete Saalfrank nach eigenen Angaben das Familiensystem in seiner Gesamtheit und wendete Bausteine der Systemischen Theorie an. Auch Methoden aus der Sozialarbeit wurden praktiziert.
Erste Schritte ihrer Arbeit war es, eine neue Perspektive für die Eltern zu schaffen, die meist nur noch defizitorientiert auf ihre Kinder sehen können und bei den Eltern Verständnis für das Kind zu wecken. Ziel war es, das Kind zu stärken und durch die direkte Unterstützung der Eltern im Alltag möglichst viele positive gemeinsame Erfahrungen zwischen Eltern und Kindern zu vermitteln. Ein Element der pädagogischen Arbeit war die Videoanalyse, die den Eltern oft ihre eigene schwierige Verhaltensweise gegenüber den Kindern vor Augen führte und zu einer Auseinandersetzung mit sich selbst führen sollte.

## Hintergrund
Das Originalformat Supernanny stammte aus Großbritannien und wurde dort ab Juli 2004 auf Channel 4 erstgesendet. Es gibt zahlreiche Fassungen in anderen Ländern, die von jeweils unterschiedlichen Firmen mit unterschiedlichen Nannys produziert werden.
In Deutschland wurde die Sendung von Tresor TV produziert. Die Erstausstrahlung erfolgte am 19. September 2004 um 19.10 Uhr. Nach Unterbrechungen und der Ausstrahlung in unregelmäßigen Abständen erhielt die Sendung den festen Sendeplatz am Mittwoch um 20:15 Uhr. Zwischenzeitlich wurde versucht, neben Saalfrank die Diplom-Sozialpädagogin Nadja Lydssan als zweite Super Nanny zu etablieren. Ihren ersten Auftritt hatte Lydssan am 22. Dezember 2004. Nach einer Staffel, in der beide im Wechsel auftraten, wurde die Sendung ohne Nadja Lydssan fortgesetzt.
Das NDR-Medienmagazin Zapp berichtete 2009, dass die Familien für die Sendung durch eine spezialisierte Casting-Agentur vermittelt würden und für die Teilnahme 2000 € erhielten. So sei eine „Supernanny“-Familie vorher bereits für verschiedene andere Reality-Formate vermittelt worden.
Am 26. November 2011 wurde von RTL bekanntgegeben, dass keine neuen Folgen mehr produziert werden. Die Sendung wurde eingestellt, da Saalfrank die Erwartungen der Produktionsfirma, zunehmend mehr Scripted Reality einfließen zu lassen, nicht erfüllen wollte, ihr sei dadurch zu sehr in ihre erzieherische Arbeit eingegriffen worden.
Das Lizenzformat war ab dem 26. März 2014 als Mission Familie (AT: Familien in Not) bei Sat.1 zu sehen, fand jedoch nach der ersten Staffel mit sechs Folgen keine Fortsetzung. Die Produktion übernahm erneut Tresor TV.

## Kritik

### Kritik an der Sendung allgemein
Ein Forschungsprojekt des Instituts für Publizistik- und Kommunikationswissenschaft an der Universität Wien untersuchte Schwächen und Stärken des Formats. Dabei wurden verschiedene internationale Formate der Sendung betrachtet. Die Autoren der Studie sahen das Potential der Sendung unter anderem darin, dass sie „vor allem bei den einkommensschwachen Bevölkerungssegmenten, die über geringe Bildungsressourcen verfügen, […] die Akzeptanz für Erziehungsberatung fördern“ könne.
Der Verhaltens- und Sozialwissenschaftler Jan-Uwe Rogge kritisierte unter anderem, dass keine Diagnostik kindlicher Entwicklungsprozesse stattfinde und unangepasstes Verhalten grundsätzlich als behandlungsbedürftig dargestellt werde. Die Sendung sei vordergründig auf Erziehungstechniken reduziert, auf Einsicht und Partizipation aller Beteiligten werde kein Wert gelegt. Sie fördere daher eine Tendenz zum „Machbarkeitswahn“ in der Pädagogik.
Die Kommission für Jugendmedienschutz (KJM) der Landesmedienanstalten stufte die Sendung als sehr problematisch ein. Es sei nicht auszuschließen, dass einzelne Kinder durch die gewählten Darstellungsformen in der Öffentlichkeit eine Stigmatisierung erfahren, welche zu nachteiligen Folgen für sie führen kann. Einen Verstoß gegen die Bestimmungen des Jugendmedienschutz-Staatsvertrages konnte die Kommission nicht feststellen.
Der Deutsche Kinderschutzbund kritisierte, dass die Sendung suggeriere, komplexe Erziehungsprobleme innerhalb von wenigen Tagen lösen zu können. Des Weiteren wurde bemängelt, dass Katharina Saalfrank fast ausschließlich auf die Bedürfnisse der Eltern und nicht die der Kinder eingehe.
Nach Ansicht des Nachrichtenmagazins Der Spiegel bediente die Sendung „Voyeurismus, Schadenfreude und Besserwisserei des Publikums“.
Die Medienwissenschaftlerin Helga Theunert sah eine Gefahr in der „Unterstützung vorurteilsbehafteter und verzerrter Vorstellungen in Bezug auf Familienleben und Erziehungsberatung“,
die Erziehungswissenschaftlerin Sigrid Tschöpe-Scheffler sah die dargestellten Kinder als „Opfer des Reality-TV“.
Der Kinderpsychologe Wolfgang Bergmann äußerte sich ebenfalls kritisch: Seiner Meinung nach wurden Kinder traumatisiert, Eltern entmündigt und einfachste Grundregeln der Psychologie missachtet.
Die Pädagogin Andrea Schmidt kritisierte, dass den Zuschauern Inszenierungsmuster zugemutet würden, die dem Sender publikumswirksam erscheinen. Das Format ziele auf Emotionalisierung, Personalisierung sowie vermeintliche Authentizität und sei daher als Affektfernsehen einzustufen. Das soziale Umfeld und andere Sozialisierungsinstanzen würden in der Regel ausgeblendet, die Kinder durch „Draufhalten“ der Kamera in emotionalen Situationen bloßgestellt, Kinder und Eltern diskriminiert und Erziehung fokussiert auf Dressur und Gehorsam. Kinder sowie ihre Eltern wurden als defizitäre Objekte dargestellt und durch Katharina Saalfrank bevormundet. Ihre Ratschläge zielen darauf ab, dass die Eltern absoluten Gehorsam mitunter gewaltsam durchsetzen.
Katharina Saalfrank selbst bedauerte das Nichtvorkommen von Migrantenfamilien in der Sendung. Es gebe entsprechende Bewerber, der ausstrahlende Sender RTL wolle die Sendung aber nicht mit Untertiteln versehen, so eine Mitteilung des Senders an Spiegel Online.

### Kritik an einzelnen Folgen
Nach Ausstrahlung der Sendung vom 5. Mai 2010 wurde die Kommission für Jugendmedienschutz (KJM) tätig und verhängte ein Bußgeld in Höhe von 30.000 Euro wegen Verletzung der Menschenwürde. In der monierten Sendung wurde ein fünfjähriges Mädchen mehrfach von ihrer Mutter vor laufender Kamera geschlagen, ohne dass das anwesende Kamerateam eingegriffen hätte.
In Folge 77 des Internetmagazins Fernsehkritik-TV schilderte eine Familie den Ablauf der Dreharbeiten und die Folgen der Ausstrahlung auf das Familienleben. Die betroffene Tochter erklärte, dass sie sowohl von den TresorTV-Mitarbeitern als auch von Katharina Saalfrank persönlich dazu gedrängt worden sei, ihren Bruder so weit zu provozieren, bis dieser Gewalt anwenden würde. Währenddessen war die Mutter der beiden abwesend. Auf Anweisung des Filmteams habe dieser schließlich der Tochter ins Gesicht geschlagen. Anschließend habe man dies damit gerechtfertigt, dass die Familienmitglieder „Darsteller eines Films“ seien und sie Verträge einzuhalten hätten. Die Texte, welche die Familienmitglieder sagten, seien von Redakteuren vorgegeben worden. Außerdem äußert die Mutter den unbewiesenen Verdacht, dass das Filmteam den Familienhund vergiftet habe, um besonders emotionale Filmszenen der Verkündigung dieser Nachricht zu erhalten. Die Kosten für Strom und Wasser sowie für Schäden, die das Filmteam verursachte, beliefen sich auf mehr als 900 Euro und mussten von der Familie getragen werden. Nach Abschluss der Dreharbeiten und Ausstrahlung der Sendung sei die Familie persönlichen Beleidigungen anderer ausgesetzt gewesen, da diese die gezeigten Szenen als vermeintlich real ansahen. Außerdem leide eine der Töchter immer noch unter psychischen Problemen, verursacht durch die Dreharbeiten. RTL widersprach dieser Darstellung. Saalfrank klagte gegen den Betreiber des Magazins vor dem Landgericht Köln und verlangte die Unterlassung dieser Berichterstattung.
Die Folge vom 14. September 2011 wurde von der Niedersächsischen Landesmedienanstalt wegen des Verdachts von Verstößen gegen den Jugendmedienschutz geprüft, zudem wurde die Folge an die Kommission für Jugendmedienschutz (KJM) der Landesmedienanstalten weitergegeben, die ebenfalls ein formelles Prüfverfahren einleitete. Die Folge der „Super Nanny“ verstieß nach einer Entscheidung der KJM gegen die Menschenwürde. Diese Auffassung wurde am 8. Juli 2014 vom Verwaltungsgericht Hannover bestätigt.

## Auszeichnungen
- 2005: Preis der beleidigten Zuschauer für die Verletzung der Würde von Kindern durch Vorführen in Extremsituationen
- 2007: Deutscher Fernsehpreis in der Kategorie Bester TV Coach an Katharina Saalfrank

## Original-Supernanny mit Jo Frost
Das Konzept der Sendung stammt aus Großbritannien, wo die Original-Supernanny von der in London und Brighton ansässigen Firma Ricochet produziert wird. Die erste Folge dieses Formats, in deren Mittelpunkt die britische Erzieherin und Autorin Jo Frost steht, wurde im Juli 2004 ausgestrahlt.
In den Vereinigten Staaten entbrannte um den Markennamen ein Wettkampf, den 2005 der Fernsehsender ABC gewann. Dieser produziert seitdem – ebenfalls mit Jo Frost – seine eigenen Folgen, in denen statt britischer amerikanische Familien vorgestellt werden. Der unterlegene Konkurrent Fox produziert seitdem die ganz ähnlich konzipierte Reality-Show Nanny 911.
In Großbritannien wird das Programm seit Februar 2010 unter dem Namen Jo Frost: Extreme Parental Guidance produziert.
Vorläufer von Supernanny war ein britisches Reality-Programm namens Little Angels, das von 2004 bis 2006 von BBC Three ausgestrahlt wurde. Hier wurden Familien mit landläufigen Erziehungsproblemen vorgestellt; ein Team von Experten – Tanya Byron, Stephen Briers, Rachel Morris und Laverne Antrobus – gab Ratschläge. Das Programm wurde 2005 für einen BAFTA Award nominiert.

### Ablauf der Sendung
Die Familien, die in der Sendung vorgestellt werden, gehören mehrheitlich der artikulierten weißen Mittelschicht an und umfassen fast immer zwei oder mehr Kinder, die meist im Vor- oder Grundschulalter sind. Typische Verhaltensauffälligkeiten der Kinder, um die es in der Sendung geht, sind körperliche oder verbale Angriffe auf Geschwister oder Eltern, emotionale Ausbrüche (temper tantrums), Verwendung von Vulgärsprache, überzogene Anspruchshaltungen, exzessiver Medienkonsum oder mangelnde Kooperation im Familienalltag (Zubettgehen, Mitarbeit im Haushalt).
Jede Episode beginnt mit einer Vorstellung der Familie und ihrer Probleme in Form von Videoclips, die von einem Off-Sprecher sowie von den Eltern selbst kommentiert werden. In der amerikanischen Version fährt die Nanny in ihrem – einem Londoner Taxi nachempfundenen – Wagen vor, der das Kennzeichen SPRNANNY trägt. Sie begrüßt die Familie und beobachtet das Familienleben einen Tag lang. Die Aufnahmen vom Beobachtungstag und vom Coaching werden laufend durch eingeschnittene Aufnahmen unterbrochen, in denen sowohl die Eltern als auch Frost das Geschehen kommentieren.
Auf den Beobachtungstag folgt ein Elterngespräch, in dem Frost die Eltern mit den Erziehungsfehlern konfrontiert, die sie bis dahin beobachtet hat, und mit ihnen die Schwerpunkte des Eltern-Coaching festlegt, das das zentrale Thema dieser Reality-Show ist. Wenn als Ursache der Verhaltensprobleme der Kinder ein erzieherisches Laissez-faire oder ein kontraproduktives Vorbildverhalten der Eltern benannt worden ist, werden dann zunächst Regeln aufgestellt und die Eltern mit Techniken ausgestattet, die bei der Durchsetzung dieser Regeln helfen sollen (Anreize, Child Time-out auf dem Naughty spot). Wenn als Ursachen hingegen mangelnde Organisation, fehlende Quality time oder unzureichende Kommunikation mit den Kindern benannt wurden, wird stattdessen ein detaillierter Familienzeitplan aufgestellt. Kernstück der Sendung sind zwei Arbeitsperioden, in denen sich die Eltern unter Frosts Leitung einem erzieherischen Training in ihrem alltäglichen häuslichen Rahmen unterziehen. Zwischen den beiden Trainingsperioden wird die Familie einige Tage lang sich selbst überlassen, aber mit der Kamera begleitet. Frost bespricht diese Aufnahmen mit den Eltern und trainiert sie dann weiter. Jede Episode endet mit Frosts Abschied und einer von den Eltern und eventuell auch den Kindern gezogenen Bilanz.

### Erziehungskonzept und Kritik
Im Zentrum von Frosts Erziehungscoaching stehen die Stärkung der elterlichen Glaubwürdigkeit und Autorität sowie die Förderung eines sicheren, durchschaubaren, liebe- und friedvollen Lebensumfeldes, in dem Kinder gedeihen können.
Obwohl die Sendung in Großbritannien und in den USA überwiegend positiv bewertet wird, ist ihr dort auch entgegengehalten worden, dass die erteilten Ratschläge gelegentlich allzu vereinfachend, dass die Happy Ends der Episoden möglicherweise fragwürdig seien und dass ihr Auftritt in der Sendung manchen Kindern emotional schaden könne. Auch Frosts Erziehungsphilosophie ist gelegentlich als eklektisch und nicht wissenschaftlich fundiert kritisiert worden.